# Donnellsmithia pinnatisecta
Donnellsmithia pinnatisecta är en flockblommig växtart som först beskrevs av Riley, och fick sitt nu gällande namn av Mildred Esther Mathias och Lincoln Constance. Donnellsmithia pinnatisecta ingår i släktet Donnellsmithia och familjen flockblommiga växter. Inga underarter finns listade i Catalogue of Life.